# Clara (rinoceronte)

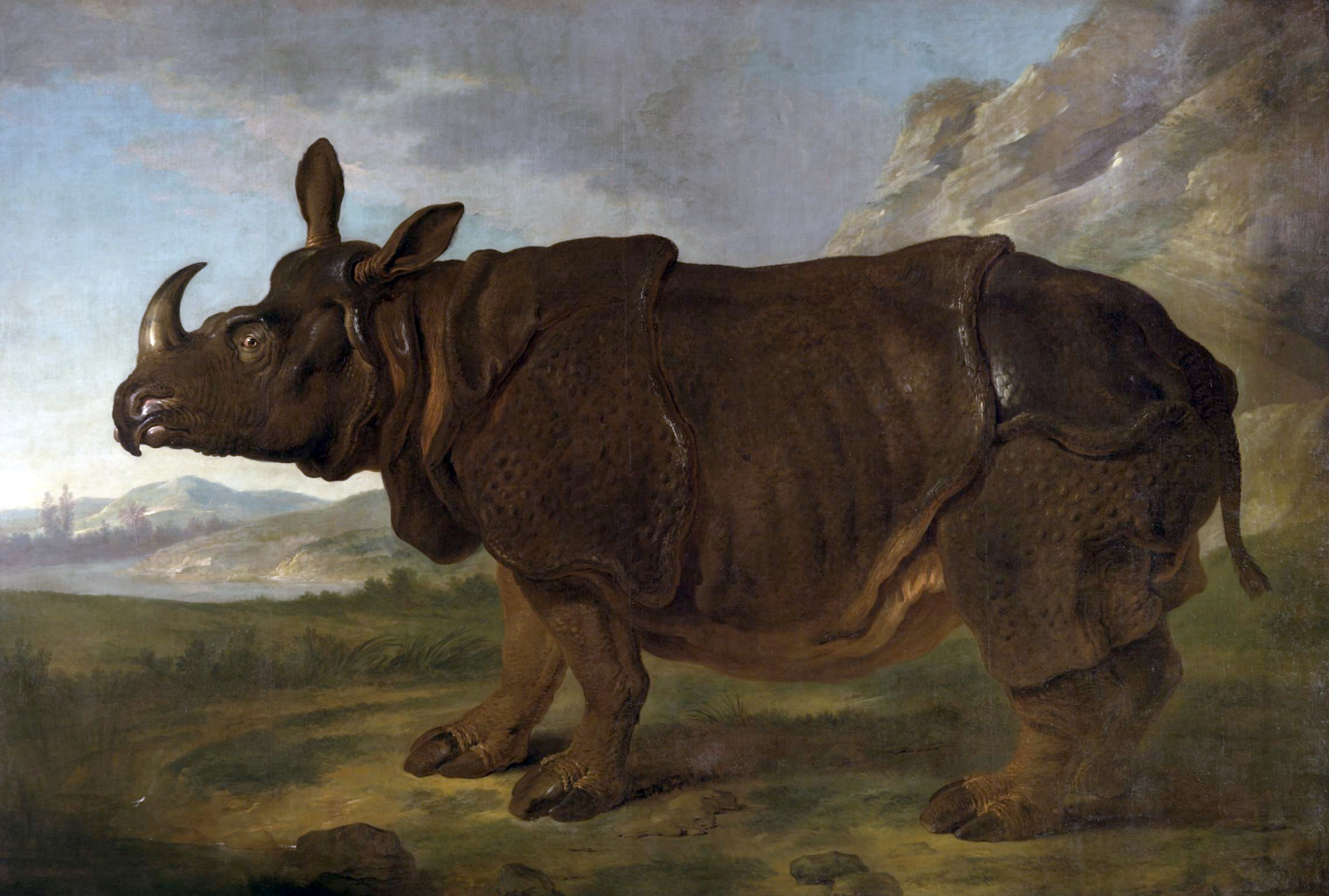
Ritratto del rinoceronte Clara a Parigi, Jean-Baptiste Oudry 1749

Clara (circa 1738 - 14 aprile 1758) era una femmina di rinoceronte indiano divenuta famosa in Europa alla metà del XVIII secolo. Arrivò a Rotterdam nel 1741, diventando il quinto rinoceronte osservato dal vivo in Europa in tempi moderni dall'epoca del rinoceronte di Dürer nel 1515. Nei suoi 17 anni in giro per il continente visitò diverse città della Repubblica Olandese, del Sacro Romano Impero, della Svizzera, del Confederazione polacco-lituana, della Francia, dell'Italia, della Boemia e della Danimarca.

## Storia
Nel 1738, all'età di circa un mese, Clara fu presa in custodia in India da Jan Albert Sichterman, direttore della Compagnia olandese delle Indie orientali nel Bengala, dopo che sua madre fu uccisa da cacciatori del luogo. Divenne piuttosto docile e le fu permesso di muoversi liberamente intorno alla residenza del Sichterman. Nel 1740 fu venduta a Douwe Mout van der Meer, capitano della nave Knappenhof, che tornò poi con l'animale in Olanda. Il capitano Van der Meer rimarrà proprietario di Clara per tutto il resto della vita.
Clara sbarcò a Rotterdam il 22 luglio 1741 e venne subito esibita al pubblico. Clara fu condotta ad Anversa e a Bruxelles nel 1743 e ad Amburgo nel 1744. Le mostre riscossero un tale successo che Douwe Mout van der Meer lasciò il suo incarico nella Compagnia delle Indie nel 1744 per girare l'Europa con il rinoceronte. Il tour iniziò nella primavera del 1746 (l'animale viaggiava in una speciale carrozza di legno appositamente costruita e la sua pelle veniva spesso cosparsa di olio di pesce) e si rivelò di grande successo: Clara visitò Hannover e Berlino, dove re Federico II di Prussia la vide il 26 aprile a Spittelmarkt. Il tour continuò fino a Francoforte sull'Oder, Breslavia e Vienna, dove l'imperatore Francesco I e l'imperatrice Maria Teresa la videro il 5 novembre.

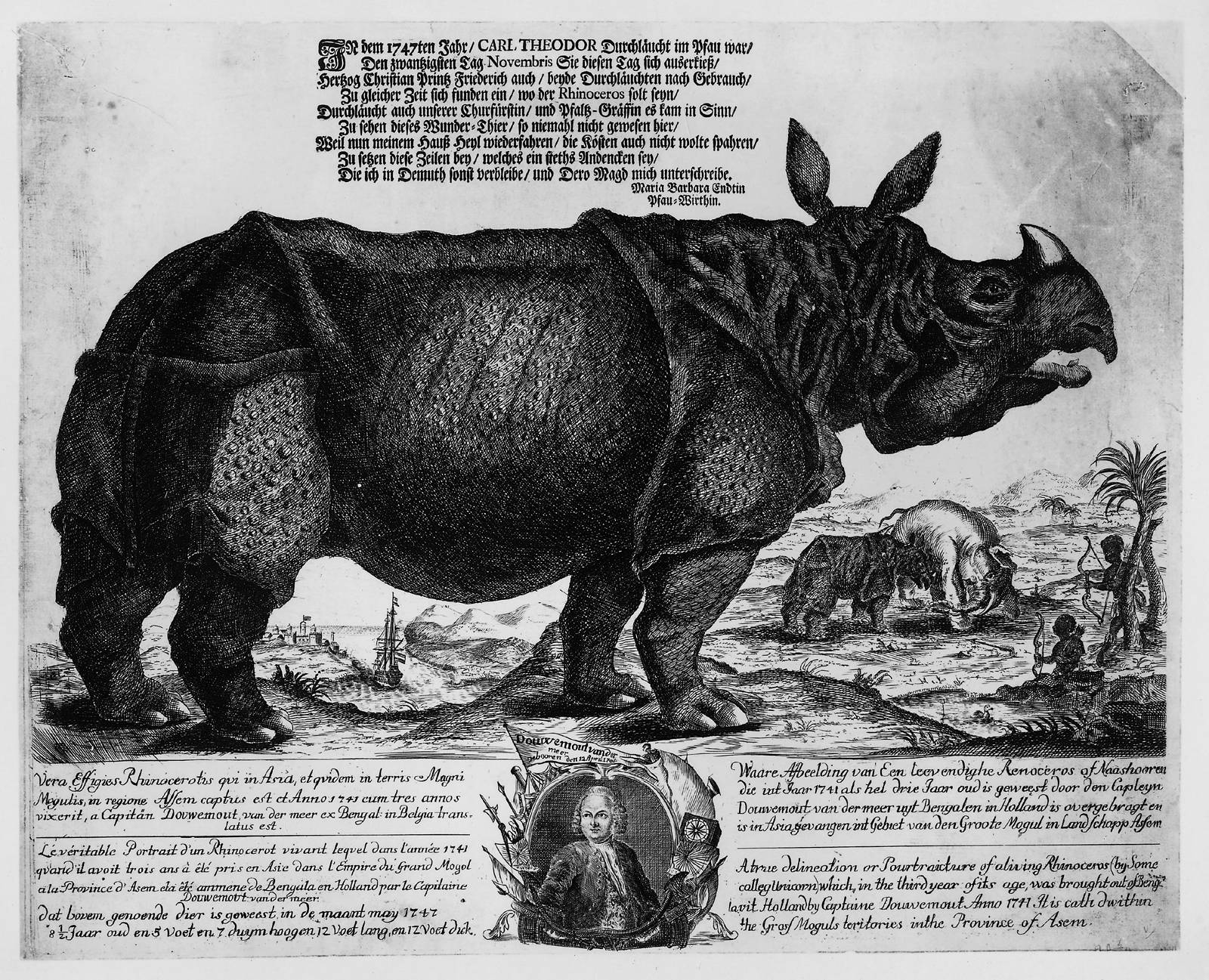
Uno dei disegni dell'animale venduti come souvenir durante la sua esposizione a Mannheim nel 1747

Nel 1747 viaggiò per Ratisbona, Freiberg e Dresda, dove posò per Johann Joachim Kaendler della fabbrica di porcellana di Meissen e fu visitata il 19 aprile da Augusto III, elettore di Sassonia e re di Polonia. Era a Lipsia il 23 aprile per Pasqua e visitò l'aranciera del castello di Kassel su invito di Federico II, langravio d'Assia. A novembre visitò la Gasthof zum Pfau (La locanda del pavone) a Mannheim, e a Natale giunse a Strasburgo.
Nel 1748 visitò Berna, Zurigo, Basilea, Sciaffusa, Stoccarda, Augusta, Norimberga e Würzburg; passando da Leida visitò poi la Francia. Era a Reims nel dicembre del 1748 e fu ricevuta da re Luigi XV nel gennaio 1749 al serraglio reale di Versailles. Nei 5 mesi che trascorse a Parigi destò molta sensazione: lettere, poesie e canzoni furono scritte su essa, fu inventato un nuovo tipo di parrucche, dette à la rhinocéros, e nel 1751 la Marina francese la onorò battezzando una propria nave Rhinocéros. A questo periodo risale il famoso ritratto a grandezza naturale che ne fece Jean-Baptiste Oudry, del quale un disegno ad esso ispirato fu poi utilizzato da Diderot e d'Alembert per la loro Encyclopédie e dal naturalista Buffon nella sua Storia naturale; Buffon, in precedenza, aveva anche avuto occasione di esaminare l'animale.
Alla fine del 1749, Clara si imbarcò a Marsiglia per recarsi in Italia, visitando Napoli e Roma. Nel marzo del 1750 fu portata alle Terme di Diocleziano. Sembra che, in quell'occasione, fu privata del corno, cosa che capitava spesso ai rinoceronti reclusi in spazi ristretti, sebbene alcuni resoconti affermino che le fu reciso per ragioni di sicurezza; nonostante ciò, in seguito, il corno le ricrebbe nuovamente.
Passò per Bologna ad agosto e per Milano ad ottobre. Arrivò a Venezia nel gennaio del 1751, dove divenne una delle maggiori attrazioni del carnevale e fu ritratta da Pietro Longhi; attraversò Verona sulla via di ritorno a Vienna. Raggiunse Londra per la fine dell'anno, dove fu vista dalla famiglia reale britannica.
Poco si sa circa i suoi esatti spostamenti tra il 1752 e l'anno della sua morte, ma visitò Praga, poi Varsavia, Cracovia, Danzica e una seconda volta Breslavia nel 1754; l'anno successivo giunse a Copenaghen. Tornò a Londra nel 1758, dove fu esposta all'Horse and Groom di Lambeth. Qui morì il 14 aprile, all'età di circa 20 anni.
Nel 1991, il Museo di storia naturale di Rotterdam tenne una mostra dedicata a Clara. Nel 2008 nello stesso museo fu creato il Clara Memorial per celebrare il 250º anniversario della morte del rinoceronte.

## Galleria d'immagini

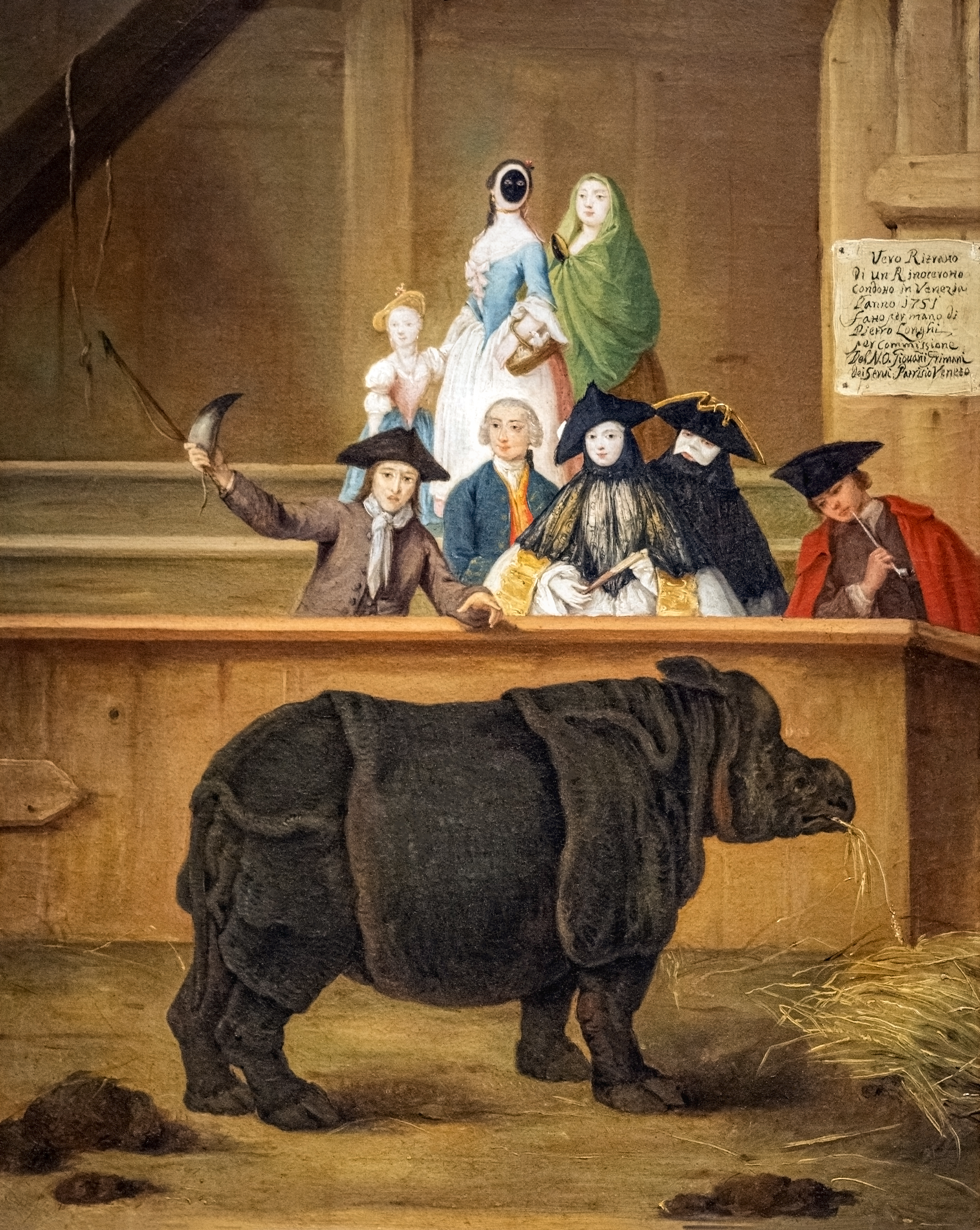
Clara ritratta da Pietro Longhi a Venezia nel 1751
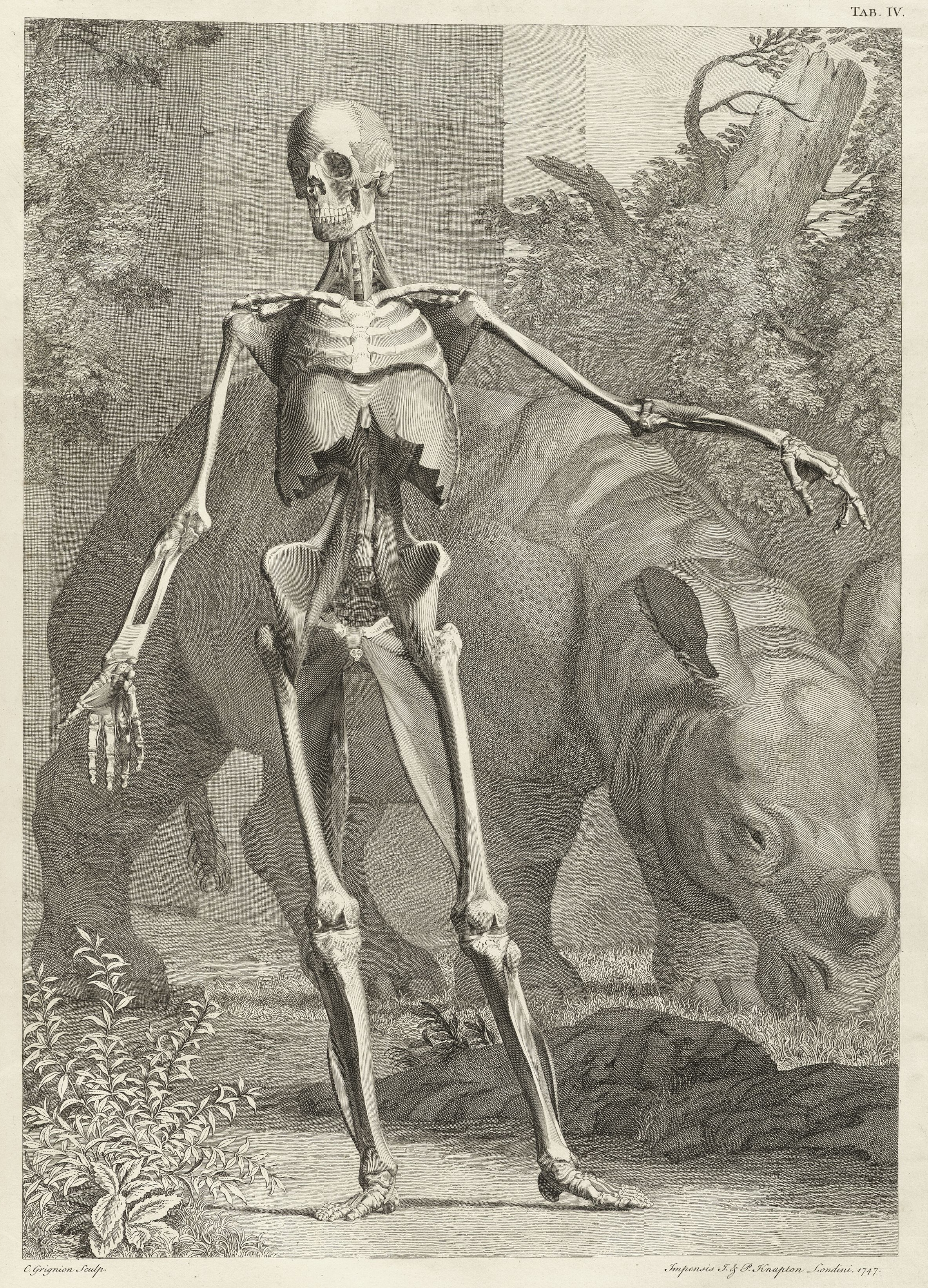
Disegno del rinoceronte
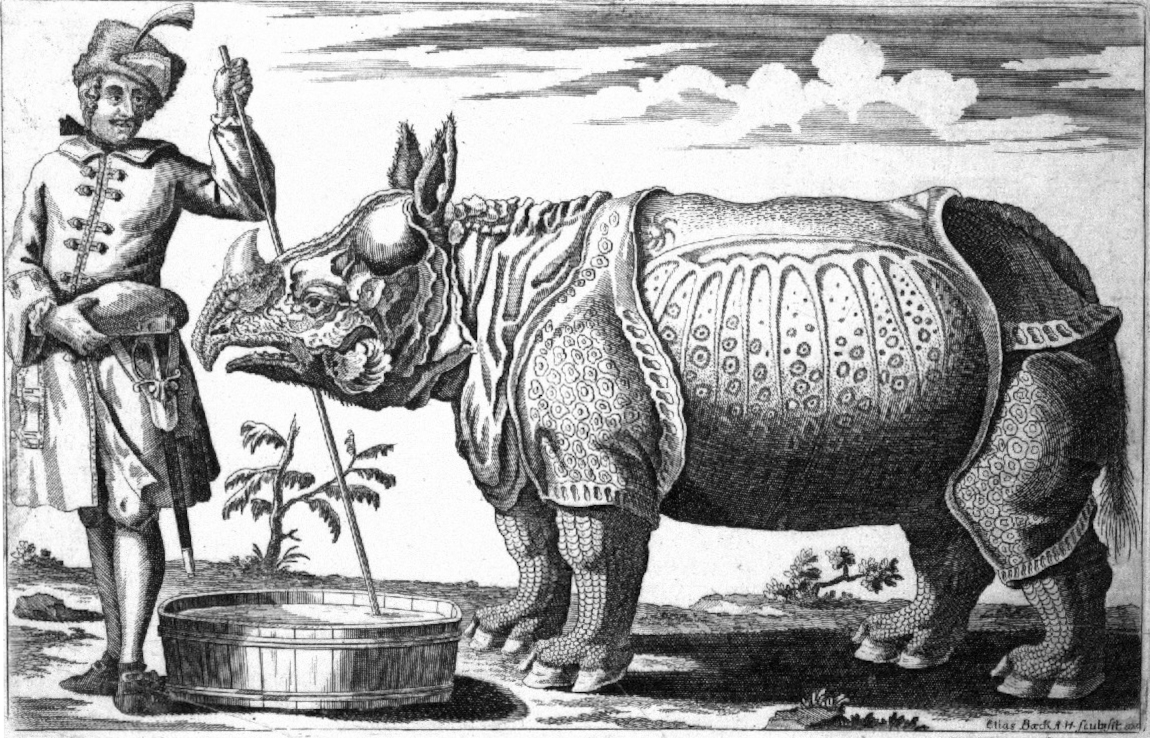
Altro disegno del rinoceronte
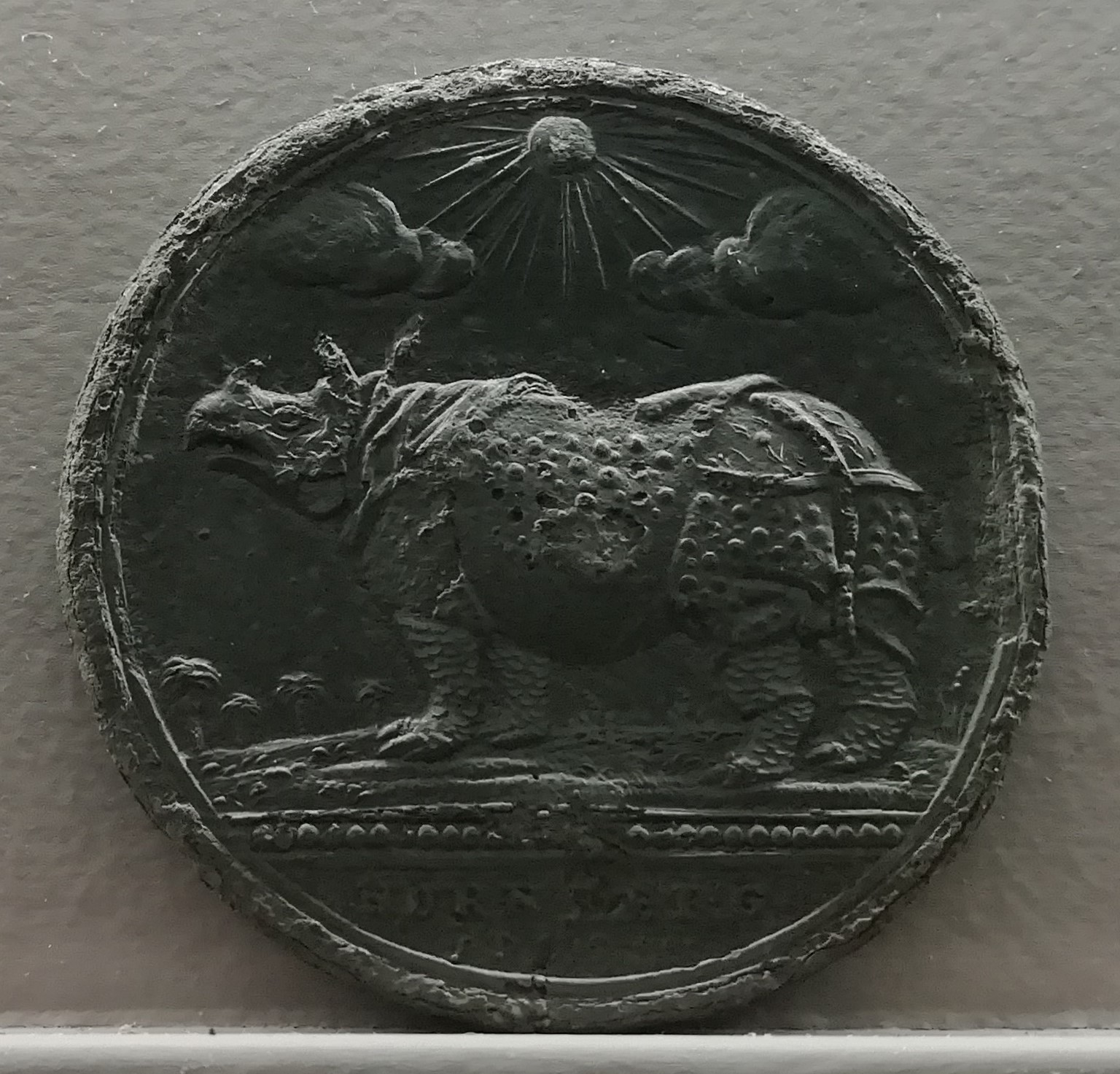
Medaglia del 1748 di Peter Paul Werner, nel Gabinetto di numismatica del Museo di San Domenico di Imola